# Перший архітектор Південного берега Криму
Перший архітектор Південного берега Криму — посада і чин у Російській імперії протягом 1724–1910 років, одна з державних посад, що існували в Російській імперії.
Почесне звання і посада були запроваджені російським імператором Олександром І у 1724 році, на яку призначався один архітектор. Посаду скоротили на початку ХХ століття, коли її номінанту присвоїли вищий статус — Перший імператорський архітектор.

## Передумови
Через привілейований стан щойно захопленого Криму і щоби прискорити його асиміляцію з російським суспільством, імператори та царські урядовці наполегливо вимагали переїзду до Криму чимраз більшої кількості російського люду (поміщиків-землевласників із їх людьми). Для них надавалися нові землі, з числа захоплених у татар, майже за безцінь та ще й допомагали в забудові кримського узбережжя (надаючи позики та архітекторів і будівельників). Коли, вже на початку ХІХ століття, перші охочі хлинули до Криму, урядовці змушені були виділяти відповідальних осіб, щоби роботи велися згідно процедури та певних норм. Головним розпорядником всього того дійства був генерал-губернатор Новоросійського краю, а він уже призначав відповідального чиновника (зазвичай ним ставав головний архітектор губернії).

## Запровадження
Від початку XIX століття Крим адміністративно підпорядковувався Таврійській губернії, але коли царські урядники визначилися із потенційною відпочинковою складовою на південному узбережжі, вони почали в своїх проектах і пропозиціях виділяти окремо Південний берег Криму. Згодом, коли імператорська сім'я зацікавилася цими краями, зачастив на півострів сам імператор, та його посланці. В ті роки стався прикрий випадок із Бахчисарайським палацом (який залишився росіянам після кримських ханів), за якихось 50 років цей унікальний архітектурний комплекс довели до розрухи, а додатковими новобудовами суттєво спотворили. Тому така ситуація не влаштовувала урядників, тоді Олександр І настановив централізувати хаотичну забудову в Криму, зокрема на його узбережжі, а відповідальним зробити генерал-губернатора та губернського архітектора.
Щоби покращити ситуацію, граф Микола Воронцов запропонував виділити окрему посаду головного архітектора Південного Криму, наділивши його контролюючими та виконавчими обов'язками. Тож у 1824 році введена посада архітектора Південного берега Криму з оплатою в сумі двох тисяч карбованців асигнаціями на рік. Першому кому доручили виконувати посадові функції архітектора став дипломований архітектор-практик (і знаний та відзначений імператорськими нагородами) — Філіп Ельсон.
Згодом, для імператора виявилося обтяжливим таке жалування, тому з 6 лютого 1829 року фінансувати нового архітектора доводилося уже самим кримчанам (зокрема, татарам). Коштів збирали чимало, і ними покривали решту царських забаганок та проектів: платили іншим архітекторам, утримували Нікітський ботанічний сад, доглядали виноградники в Магарачі, надали кошти на заснування в Сімферополі бібліотеки, відкрили морське сполучення між Одесою та Кримом, фінансували спорудження дороги з Сімферополя на Південний берег Криму.
|  | «...з татар в Таврійській губернії по 1 руб. 50 коп. З душі на різні корисні пропозиції в Криму, як-то: улаштування міст, доріг, міцних мостів, поштових будинків, водопроводів для постачання міст водою і інших однакової уваги заслуговують предметів...». |

## Перші архітектори
Першими архітекторами Південного берега Криму ставали відомі того часу архітектори, які добилися успіхів в містобудуванні. Зазвичай, це були головні будівничі-архітектори Ялти або призначені генерал-губернаторами урядовці.
Згідно досліджених архівів, відшукали трьох архітекторів, про інших дані не віднайдено:
- Ельсон Філіп — з 1824 по 1834 роки, російський архітектор англійського походження, академік Імператорської академії мистецтв, член Академії мистецтв Росії, почесний член академії Св. Луки (Рим) і Флорентійської академії[7];
- Ешліман Карл — з 1834 по 1864 роки, архітектор маєтку Романових в Лівадії (Лівадійський палац), творець першої карти-плану Ялти (1873 рік)[8];
- Краснов Микола — з 1887 по 1900 роки, академік архітектури, головний архітектор міста Ялта, автор проекту Лівадійського палацу, отримав вищий чин від імператора — архітектор Височайшого Двора[9];